# MŠK Iskra Petržalka
MŠK Iskra Petržalka je slovački nogometni klub sa sjedištem u gradskoj četvrti Bratislave Petržalka. Klub je osnovan 1934., a trenutno se natječe u 4. ligi.

## Poznati igrači

### Napadači
- Ľubomír Luhový

### Vratari
- Peter Brezovan

## Poznati treneri
- Ľubomír Luhový (2006. – 2009.)

## Vanjske poveznice
- (sl.) Službene stranice kluba  Arhivirana inačica izvorne stranice od 24. listopada 2011. (Wayback Machine)